# Nagyváradi elmegyógyintézet
A nagyváradi elmegyógyintézet műemlék épület Romániában, Bihar megyében. A romániai műemlékek jegyzékében a BH-II-m-B-21038 sorszámon szerepel.